# Euphorbia doloensis
Euphorbia doloensis là một loài thực vật thuộc họ Euphorbiaceae. Đây là loài đặc hữu của Ethiopia.